# Marta Calvó i García
Marta Calvó i García   (Barcelona i Castelló de la Plana, 3 de gener de 1962) és una actriu catalana de teatre, televisió, cinema i doblatge. Es va graduar en interpretació a l'Institut del Teatre de Barcelona i va estudiar teatre a l'Escola d'Actors de Barcelona i treball vocal amb Margarida Sabartés.
Ha participat de manera habitual en sèries com Poblenou (1994), Sitges (1996), Laberint d'ombres (1998), Amar en tiempos revueltos (2005), Gavilanes (2010), Infidels (2010) i La Riera, i ha aparegut ocasionalment a Quico (1993), Pedralbes Centre (1995), Oh, Espanya! (1996), Psico express (2002), Majoria absoluta (2002), La que se avecina (2009), Los misterios de Laura (2009), La sagrada família (2011) i Merlí (2015), entre d'altres. Com a actriu de doblatge, ha treballat principalment en català però també en castellà, i els principals personatges als quals ha posat veu han estat a les pel·lícules Terminator (1984) i Karate Kid (1984) i a les sèries Els àngels de Charlie i Bola de Drac Z. En els escenaris teatrals, ha actuat en més de 35 obres al llarg de la seva carrera.
El 2003 va obtenir el premi Memorial Margarida Xirgu per la interpretació femenina més rellevant de la temporada en l'obra Celobert.

## Filmografia principal
- 1989: La claror daurada (sèrie), com a Cati
- 1994: Poble Nou (sèrie), com a Kati
- 1996: Sitges (sèrie), com a Lluïsa Ortega
- 1997: Per a què serveix un marit? (sèrie), com a Esther
- 1998: Dues dones (telefilm), com a Hermínia
- 1998–2000: Laberint d'ombres (sèrie), com a Mati
- 2000: Andorra. Entre el torb i la Gestapo (minisèrie), com a Victòria
- 2005: Habana Blues, de Benito Zambrano, com a Marta
- 2005: Falsa culpable (telefilm), com a Blanca Ferrer
- 2005: Motivos personales (sèrie), com a Virginia Palazón
- 2007: Masala (telefilm), com a Marga
- 2007: Círculo rojo (sèrie), com a Montse Capdevila
- 2007–2009: Amar en tiempos revueltos (sèrie), com a Regina Caballero
- 2008: El castigo (minisèrie), com a Ara
- 2009: Desátate (telefilm), com a Rita
- 2009: Los exitosos Pells (sèrie), com a Marcela Núñez
- 2010: Henry 4, de Jo Baier, com a Jeanne d'Albret
- 2010: La Duquesa (minisèrie), com a Sra. Hermosilla
- 2010: Gavilanes (sèrie), com a Eva Suárez
- 2010: Infidels (sèrie), com a Sònia Besora
- 2012: Los protegidos (sèrie), com a mare
- 2012: Bandolera (sèrie), com a Tía Aurora
- 2013: Gran Hotel (sèrie), com a Mercedes
- 2013: Mario Conde, los días de gloria (minisèrie), com a Rosa Conde
- 2013: Gran Reserva. El origen (sèrie), com a Clotilde Ontiveros
- 2014: Ciega a citas (sèrie), com a Araceli
- 2014: El clavo de oro (telefilm), com a alcaldessa
- 2015–2017: La Riera (sèrie), com a Tere
- 2016: Mar de plástico (sèrie), com a guàrdia civil
- 2017: Mónica Chef (sèrie), com a Ángela[5]
- 2018–2020: Servir y proteger (sèrie), com a Elvira Soler
- 2019: 45 Revoluciones (sèrie), com a mare de Diego
- 2019 Servir y Proteger (sèrie) com a mare de la família Soler
- 2019: Matadero (sèrie), com a Teresa
- 2020: Adú, com a advocada Mateo

## Obres teatrals destacades
- 1986: El despertar de la primavera, de Frank Wedekind i dirigida per Josep Maria Flotats[6]
- 1987: El dret d'escollir, de Brian Clark i dirigida per Josep Maria Flotats; com a Laura[7]
- 1988: Lorenzaccio, d'Alfred de Musset i dirigida per Josep Maria Flotats[8]
- 1989: El misàntrop, de Molière i dirigida per Josep Maria Flotats[9]
- 1991: Un dels últims vespres de carnaval, de Carlo Goldoni i dirigida per Josep Montanyès i Lluís Pasqual; com a Siora Elenetta[10]
- 1993: Les amistats perilloses, de Christopher Hampton i dirigida per Pilar Miró; com a Mme. de Tourvel[11]
- 1995: Cristales rotos, d'Arthur Miller i dirigida per Pilar Miró[12]
- 1995–1996: Pel davant... i pel darrera, de Michael Frayn i dirigida per Paco Mir[13]
- 1997–1998: L'auca del senyor Esteve, de Santiago Rusiñol i dirigida per Adolfo Marsillach[14]
- 1998–1999: Paraules encadenades, de Jordi Galceran i dirigida per Tamzin Townsend[14]
- 2001: I mai no ens separarem, de Jon Fosse i dirigida per Carlota Subirós[15]
- 2002: Sum Vermis, Verdaguer o fals, dirigida per Òscar Molina[16]
- 2002: Paradís oblidat, de David Plana i dirigida per Carlota Subirós[14]
- 2003: Celobert, de David Hare i dirigida per Ferran Madico[4]
- 2003–2004: Sis personatges en busca d'autor, de Luigi Pirandello i dirigida per Joan Ollé[14]
- 2004: Maria Rosa, d'Àngel Guimerà i dirigida per Àngel Alonso[14]